# Adiel Paananen
Adiel Arthur Paananen  (* 3. Januar 1897 in Saarijärvi; † 25. Juli 1968 in Saarijärvi) war ein finnischer Skilangläufer.

## Werdegang
Paananen, der für den Saarijärvi Pullistus startete, belegte im Jahr 1927 bei den Lahti Ski Games jeweils den zweiten Platz über 30 km und über 50 km. Außerdem wurde er im selben Jahr finnischer Meister über 60 km. Im folgenden Jahr startete er bei den Olympischen Winterspielen in St. Moritz beim 50-km-Lauf, den er aber vorzeitig beendete. Im März 1928 errang er bei den Lahti Ski Games den dritten Platz über 50 km. Im Jahr 1929 wurde er bei den Lahti Ski Games erneut Zweiter über 30 km. Zudem kam er auf den dritten Platz über 50 km und siegte bei den finnischen Meisterschaften über 50 km. Bei den Nordischen Skiweltmeisterschaften 1930 in Oslo holte er die Bronzemedaille über 50 km. Zudem errang er dort den 13. Platz über 18 km. Im März 1931 lief er bei den Lahti Ski Games erneut auf den dritten Platz über 50 km.